# Bubopsis hamata
Bubopsis hamata is een insect uit de familie van de vlinderhaften (Ascalaphidae), die tot de orde netvleugeligen (Neuroptera) behoort. 
Bubopsis hamata is voor het eerst wetenschappelijk beschreven door Klug in Ehrenberg in 1834.